# Regeringen Andrej Plenković
Regeringen Andrej Plenković I var det självständiga Kroatiens fjortonde regering. Den leddes av premiärministern Andrej Plenković (HDZ) och var en koalitionsregering bestående av medlemmar från de två höger–mitten-partierna Kroatiska demokratiska unionen och Oberoende listornas bro samt partilösa medlemmar. Efter nyvalet den 11 september 2016 tillträdde regeringen Andrej Plenković den 19 oktober 2016 ersatte då regeringen Orešković som innehade regeringsmakten den 22 januari–19 oktober 2016. 

## Regeringens sammansättning
Vid regeringens tillkomst den 19 oktober 2016 bestod den av 21 statsråd inklusive premiärministern. Av dessa kom tretton statsråd från Kroatiska demokratiska unionen, fyra från Oberoende listornas bro och fyra var partilösa. Av de 21 statsråden var fyra kvinnor och sjutton män.

## Statsråd
* Statsminister eller departementschef
| Titel                                                                     | Namn                     | Namn                     | Tillträdde               | Avgick                      | Parti                    | Ref                      |                          |                          |                          |
| Premiärministerns kansli                                                  | Premiärministerns kansli | Premiärministerns kansli | Premiärministerns kansli | Premiärministerns kansli    | Premiärministerns kansli | Premiärministerns kansli | Premiärministerns kansli | Premiärministerns kansli | Premiärministerns kansli |
| ------------------------------------------------------------------------- | ------------------------ | ------------------------ | ------------------------ | --------------------------- | ------------------------ | ------------------------ | ------------------------ | ------------------------ | ------------------------ |
| Premiärminister                                                           |                          | Andrej Plenković*        | 19 oktober 2016          | innehar fortfarande ämbetet | HDZ                      | [ 1 ] [ 2 ]              |                          |                          |                          |
| Ställföreträdande premiärminstrar                                         |                          |                          |                          |                             |                          |                          |                          |                          |                          |
| Utrikesminister                                                           |                          | Davor Ivo Stier*         | 19 oktober 2016          | innehar fortfarande ämbetet | HDZ                      | [ 1 ] [ 2 ]              |                          |                          |                          |
| Ekonomiminister och minister för små och medelstora företag samt hantverk |                          | Martina Dalić*           | 19 oktober 2016          | innehar fortfarande ämbetet | HDZ                      | [ 1 ] [ 2 ]              |                          |                          |                          |
| Försvarsminister                                                          |                          | Damir Krstičević*        | 19 oktober 2016          | innehar fortfarande ämbetet | HDZ                      | [ 1 ] [ 2 ]              |                          |                          |                          |
| Förvaltningsminister                                                      |                          | Ivan Kovačić*            | 19 oktober 2016          | innehar fortfarande ämbetet | Most                     | [ 1 ] [ 2 ]              |                          |                          |                          |
| Mininistrar                                                               |                          |                          |                          |                             |                          |                          |                          |                          |                          |
| Inrikesminister                                                           |                          | Vlaho Orepić*            | 19 oktober 2016          | innehar fortfarande ämbetet | Most                     | [ 1 ] [ 2 ]              |                          |                          |                          |
| Justitieminister                                                          |                          | Ante Šprlje*             | 19 oktober 2016          | innehar fortfarande ämbetet | Most                     | [ 1 ] [ 2 ]              |                          |                          |                          |
| Finansminister                                                            |                          | Zdravko Marić*           | 19 oktober 2016          | innehar fortfarande ämbetet | Partilös                 | [ 1 ] [ 2 ]              |                          |                          |                          |
| Jordbruksminister                                                         |                          | Tomislav Tolušić*        | 19 oktober 2016          | innehar fortfarande ämbetet | HDZ                      | [ 1 ] [ 2 ]              |                          |                          |                          |
| Regionalutvecklings- och EU-fondsminister                                 |                          | Gabrijela Žalac*         | 19 oktober 2016          | innehar fortfarande ämbetet | Partilös                 | [ 1 ] [ 2 ]              |                          |                          |                          |
| Bygg- och stadsplaneringsminister                                         |                          | Lovro Kuščević*          | 19 oktober 2016          | innehar fortfarande ämbetet | HDZ                      | [ 1 ] [ 2 ]              |                          |                          |                          |
| Naturskydds- och energiminister                                           |                          | Slaven Dobrović*         | 19 oktober 2016          | innehar fortfarande ämbetet | Most                     | [ 1 ] [ 2 ]              |                          |                          |                          |
| Sjöfart-, transport- och infrstrukturminister                             |                          | Oleg Butković*           | 19 oktober 2016          | innehar fortfarande ämbetet | HDZ                      | [ 1 ] [ 2 ]              |                          |                          |                          |
| Arbets- och pensionssystemsminister                                       |                          | Tomislav Ćorić*          | 19 oktober 2016          | innehar fortfarande ämbetet | HDZ                      | [ 1 ] [ 2 ]              |                          |                          |                          |
| Hälsominister                                                             |                          | Milan Kujundžić*         | 19 oktober 2016          | innehar fortfarande ämbetet | HDZ                      | [ 1 ] [ 2 ]              |                          |                          |                          |
| Demografi-, familje-, ungdoms- och socialpolitiksminister                 |                          | Nada Murganić*           | 19 oktober 2016          | innehar fortfarande ämbetet | HDZ                      | [ 1 ] [ 2 ]              |                          |                          |                          |
| Krigsveteranminister                                                      |                          | Tomo Medved*             | 19 oktober 2016          | innehar fortfarande ämbetet | HDZ                      | [ 1 ] [ 2 ]              |                          |                          |                          |
| Forsknings- och utbildningsminister                                       |                          | Pavo Barišić*            | 19 oktober 2016          | innehar fortfarande ämbetet | Partilös                 | [ 1 ] [ 2 ]              |                          |                          |                          |
| Kulturminister                                                            |                          | Nina Obuljen Koržinek*   | 19 oktober 2016          | innehar fortfarande ämbetet | Partilös                 | [ 1 ] [ 2 ]              |                          |                          |                          |
| Turistminister                                                            |                          | Gari Cappelli*           | 19 oktober 2016          | innehar fortfarande ämbetet | HDZ                      | [ 1 ] [ 2 ]              |                          |                          |                          |
| Konsultativt statsråd                                                     |                          | Goran Marić              | 19 oktober 2016          | innehar fortfarande ämbetet | HDZ                      | [ 1 ] [ 2 ]              |                          |                          |                          |